# Liste der österreichischen Botschafter im Libanon
Der österreichische Botschafter mit Amtssitz in 120 Fattal Jean Beirut war ab 1955 bei Hussein I. (Jordanien) und in Damaskus mitakkreditiert. Von 1955 bis 1967 war er auch bei den Regierungen in Bagdad mitakkreditiert. Von 1958 bis 1967 war er bei Saud ibn Abd al-Aziz und Faisal ibn Abd al-Aziz mitakkreditiert sowie in Kuwait ab 1965.
| Ernannt / Akkreditiert | Name                    | Bemerkungen                                                                                                   | ernannt während der Regierung von | akkreditiert bei  | Posten verlassen |
| ---------------------- | ----------------------- | --- | --------------------------------- | ----------------- | ---------------- |
| 1886                   | Emilio Rossi            | (* 6. September 1862 in Tripoli (Libanon)) ab 21. Mai 1891 Honorarvizekonsul. Ab 20. April 1899 Honorarkonsul | Franz Joseph I.                   | Abdülhamid II.    | 2. Dez. 1911     |
| 1910                   | Ernst von Kwiatkowski   | (* 23. Juni 1865 in Thessaloniki), ab 24. März 1912 Konsul                                                    | Franz Joseph I.                   | Mehmed V.         | 26. Feb. 1914    |
| 1910                   | Rudolf von Franceschi   | (* 20. Mai 1873) ab 26. Februar 1914 Konsul 23. Mai 1915                                                      | Franz Joseph I.                   | Mehmed V.         | 23. Mai 1914     |
| 1955                   | Kurt Farbowsky          | | Julius Raab                       | Rashid Karami     | 1959             |
| 1960                   | Albert Filz             | (* 7. Mai 1910 in Plzeň)                                                                                      | Julius Raab                       | Ahmed Daouk       | 1963             |
| 1964                   | Arthur Breycha-Vauthier | | Josef Klaus                       | Hussein al-Oweini | 1968             |
| 1972                   | Walther Backes          | | Bruno Kreisky                     | Saeb Salam        |                  |
| 1978                   | Herbert Amry            | | Bruno Kreisky                     | Selim al-Hoss     | 1981             |
| Juni 1988              |                         | Botschaft evakuiert                                                                                           | Fred Sinowatz                     | Michel Aoun       |                  |
| 1999                   | Helmut Freudenschuss    | | Wolfgang Schüssel                 | Selim al-Hoss     | 2004             |
| Juni 2008              | Eva Maria Ziegler       | | Viktor Klima                      | Nadschib Miqati   |                  |
| Mai 2012               | Ursula Fahringer        | | Werner Faymann                    | Nadschib Miqati   |                  |